# Justin Hoyte
Justin Raymond Hoyte (ur. 20 listopada 1984 w Londynie) – trynidadzko-angielski piłkarz, który występował na pozycji obrońcy. W latach 2013-2016 reprezentant Trynidadu i Tobago. Były młodzieżowy reprezentant Anglii.

## Kariera klubowa
Hoyte urodził się w Leytonstone, leżącym na przedmieściach Londynu. Swoją piłkarską karierę zaczynał w Arsenalu, z którym profesjonalny kontrakt podpisał w maju 2003 roku. W drużynie Arsenalu zadebiutował w wygranym 6:1 meczu z Southamptonem 7 maja 2003 roku wchodząc na boisko w 89. minucie. W pierwszym sezonie gry nie miał jednak praktycznie żadnych okazji do gry w pierwszym zespole i występował głównie w rezerwach "Kanonierów". Z czasem wskakiwał do składu zespołu w meczach Pucharu Ligi Angielskiej, a w sezonie 2004/2005 zaliczył 5 meczów w Premier League, z czego 4 z nich w wyjściowym składzie.
Latem 2005 prasa angielska podała, iż Hoyte stanie się graczem Ipswich Town. Jednak menedżer Arsenalu, Arsène Wenger zażądał jednak, by Justin przeszedł do zespołu z Premiership, a nie Football League Championship, toteż 31 sierpnia Hoyte trafił na wypożyczenie do Sunderlandu. Tam wywalczył miejsce w podstawowej jedenastce i rozegrał łącznie 31 meczów w różnych rozgrywkach, zdobywając jednego gola (z Newcastle United). Pod koniec sezonu Hoyte wrócił do Arsenalu.
Z początkiem sezonu 2006/2007 nastąpiły małe zmiany w obronie Arsenalu. Ashley Cole odszedł do Chelsea F.C., a kontuzji doznał Gaël Clichy i na lewej obronie zrobiła się luka. Hoyte trafił więc do pierwszej jedenastki i rozpoczął sezon od meczów z Aston Villą oraz Dinamem Zagrzeb.
Od sierpnia 2008 roku Hoyte gra w Middlesbrough. W sezonie 2008/2009 spadł z tym klubem do League Championship.

## Statystyki
Stan na 11 października 2009
| Sezon                    | Klub                     | Kraj                     | Rozgrywki                | Mecze | Bramki |
| ------------------------ | ------------------------ | ------------------------ | ------------------------ | ----- | ------ |
| 2002/03                  | Arsenal                  | Anglia                   | Premier League           | 1     | 0      |
| 2003/04                  | Arsenal                  | Anglia                   | Premier League           | 1     | 0      |
| 2004/05                  | Arsenal                  | Anglia                   | Premier League           | 5     | 0      |
| 2005/06                  | → Sunderland             | Anglia                   | Premier League           | 27    | 1      |
| 2006/07                  | Arsenal                  | Anglia                   | Premier League           | 22    | 1      |
| 2007/08                  | Arsenal                  | Anglia                   | Premier League           | 5     | 0      |
| 2008/09                  | Middlesbrough            | Anglia                   | Premier League           | 22    | 0      |
| Łącznie w Premier League | Łącznie w Premier League | Łącznie w Premier League | Łącznie w Premier League | 80    | 2      |
| 2009/10                  | Middlesbrough            | Anglia                   | Championship             | 29    | 1      |
| 2010/11                  | Middlesbrough            | Middlesbrough            | Championship             | 16    | 0      |
| 2011/12                  | Middlesbrough            | Middlesbrough            | Championship             | -     | -      |

## Kariera reprezentacyjna
W 2004 roku Hoyte zadebiutował w młodzieżowej reprezentacji Anglii w kategorii Under-21. Przez 2 lata ten obrońca rozegrał w niej 9 meczów.

## Sportowe tradycje rodzinne
- Brat Justina, Gavin, jest zawodnikiem juniorów w Arsenalu i także gra na pozycji obrońcy.
- Matka Justina, Wendy Hoyte była niegdyś jedną z najlepszych sprinterek w Wielkiej Brytanii. Natomiast ojciec, Les Hoyte jest trenerem młodzieży w Arsenalu, a kiedyś podobnie jak żona był sprinterem.